# Bunker Montmorency de Laval
Le bunker Montmorency  est une fortification souterraine en béton armé édifiée à Laval, sous la tour et la barre d'immeubles appelée Montmorency, située entre l'avenue Montmorency et l'avenue Chanzy. 
À la fin des années 1930, le siège parisien de la Société générale décide de décentraliser à Laval le traitement et la conservation des titres (actions et obligations). Les travaux sont commencés en 1938, et s'arrêtent pour la partie souterraine au début de la Seconde Guerre mondiale. La construction prévue en surface n'aura jamais lieu, et l'installation du service bancaire aura lieu à partir de 1948 à Nantes, où il se situe toujours.
Le site ne sera jamais terminé. L'occupation en surface sera effectuée par des jardins ouvriers, jusqu'à la construction de la barre d'immeubles Montmorency. Désormais, le lieu est utilisé comme garage pour les copropriétaires.

## Présentation
Le site est vaste, divisé en deux étages d'environ 2 000 m2.